# Draw the Line
Draw The Line er et rockalbum med det amerikanske band Aerosmith. Det blev udsendt 1. december 1977 på et tidspunkt, hvor Aerosmith absolut var på toppen, og det bedst sælgende amerikanske rockband. Det blev indspillet i et tidligere kloster udenfor New York City, hvor bandet boede under indspilningerne. I dette kæmpe hus havde medlemmerne mere travlt med stoffer, køre galt i hurtige biler og affyre håndvåben imellem indspilninger. Det høres tydeligt på albummet, der generelt drukner i meget andet end selve musikken. Albummet kostede Columbia Records 1 million dollars at producere, hvilket i 1977 var et helt astronomisk beløb. Det nåede #11 på Billboard 200. Albummet indeholdt ingen deciderede hits, men titelnummeret "Draw The Line" er forblevet en publikumsfavorit ved bandets koncerter.

## Trackliste
1. "Draw The Line"
2. "I Wanna Know Why"
3. "Critical Mass"
4. "Get It Up"
5. "Bright Light Fright"
6. "Kings And Queens"
7. "The Hand That Feeds"
8. "Sight For Sore Eyes"
9. "Milk Cow Blues"

 Der er for få eller ingen kildehenvisninger i denne artikel, hvilket er et problem. Du kan hjælpe ved at angive troværdige kilder til de påstande, som fremføres i artiklen.